# Tring Rural
Tring Rural – civil parish w Anglii, w Hertfordshire, w dystrykcie Dacorum. W 2011 civil parish liczyła 1390 mieszkańców. W obszar civil parish wchodzą także Long Marston, Puttenham, Wilstone, Astrope, Gubblecote i Little Tring.